# Origenes

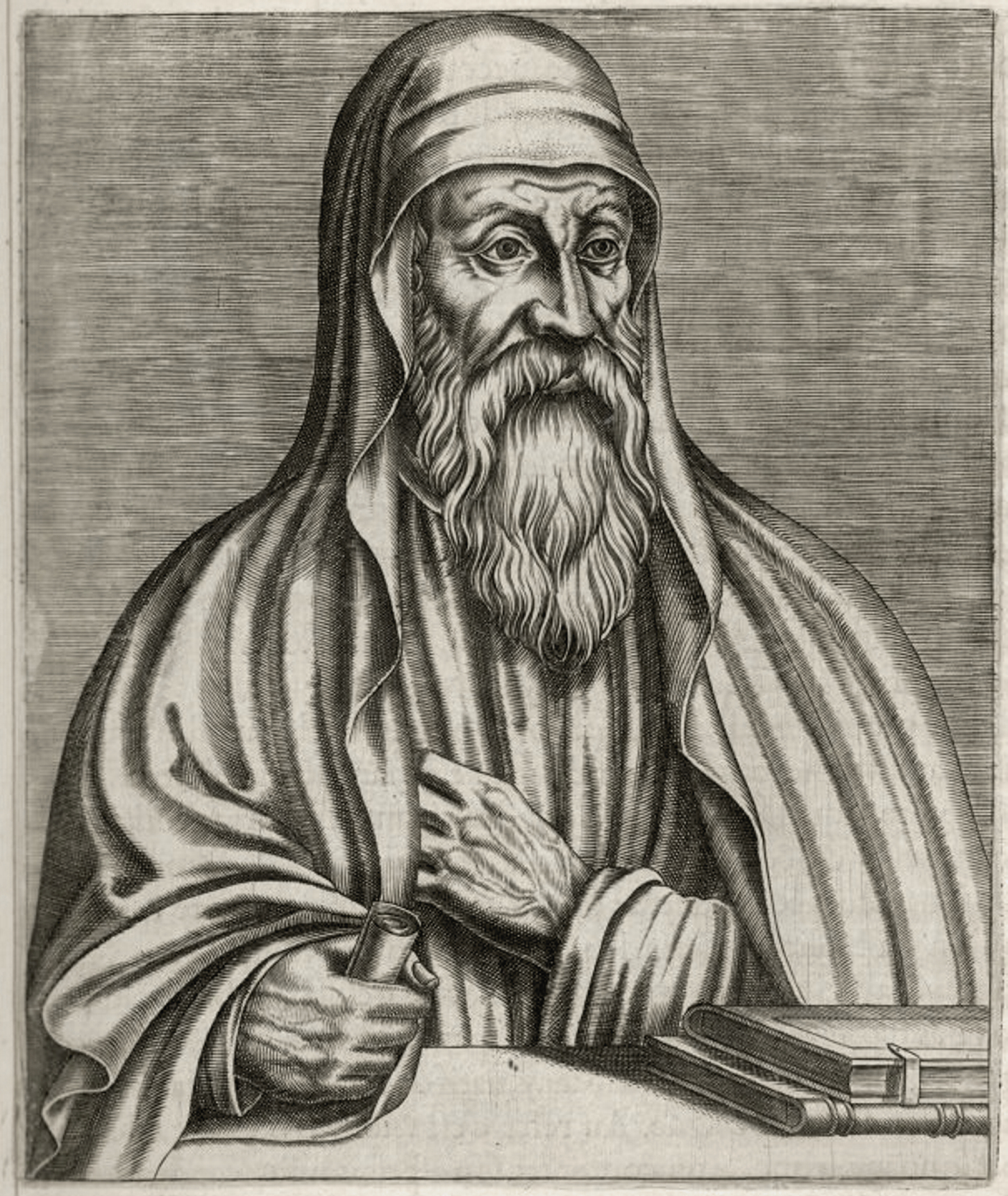
Origenes

Origenes (Grieks: Ὠριγένης Ōrigénēs, "de uit Horus geborene") (ca. 185 - 253/254) was een van de belangrijkste verdedigers van het christendom in de derde eeuw en wordt gezien als de 'vader van de bijbelexegese'.

## Levensloop
Origenes werd in 185 n.Chr. te Alexandrië geboren. Zijn vader heette Leonides; de naam van zijn moeder is niet bekend. Origenes was de oudste van zeven zonen en dochters binnen een christelijk gezin. Vader Leonides stimuleerde de jonge Origenes tot het bestuderen van de Bijbel.
Toen Origenes 17 jaar oud was, vonden er christenvervolgingen plaats in Alexandrië. Tijdens deze vervolgingen werd zijn vader Leonides gearresteerd en onthoofd. Clemens van Alexandrië, de leider en leermeester van de School van Alexandrië, vluchtte en werd door de 18-jarige Origenes opgevolgd. Hierdoor kwam men naar Origenes toe voor informatie over het christelijke geloof.
Volgens Eusebius van Caesarea (ca. 263 – 339) nam Origenes Matteüs 19:12 letterlijk en castreerde hij zichzelf, omdat hij les gaf aan zowel mannen als vrouwen en streefde naar een ascetische heiligheid. Tegenwoordig wordt het waarheidsgehalte van deze anekdote door onderzoekers betwijfeld. Het verhaal kan ook in een later stadium zijn verzonnen door zijn concurrenten. Er werd namelijk gezegd dat hij rond 230 o.a. vanwege deze castratie in conflict kwam met de bisschop van Alexandrië en moest uitwijken naar Caesarea. Hij is ruim 20 jaar in ballingschap geweest. In het aartsbisdom Caesarea zette hij zijn school voort. Ook bouwde hij een indrukwekkende bibliotheek op.
Tijdens de vervolging onder keizer Decius werd Origenes gevangengenomen en gefolterd. Aan de gevolgen daarvan overleed hij in Tyrus in 253 of 254.

## Leer
Origenes hanteerde de methoden van de klassieke filosofie om de waarheid te zoeken tussen de verschillende opvattingen over de waarheid. Hierbij gebruikte hij de Bijbel als basis, waarbij hij de kerkelijke en apostolische traditie tot leidraad nam (, pag. 1-2). Origenes zou daarbij hebben voortgebouwd op de werken van de joodse filosoof Philo, die zocht naar een synthese van het Oude Testament en het moderne Griekse denken.
De woorden van Origenes over de Godheid van Jezus worden vaak verkeerd opgevat, alsof Origenes Jezus minder goddelijk noemde dan God de Vader. Zijn uiteenzetting over de Godheid van Jezus begint integendeel met dat het duidelijk is dat Jezus ook God was, de Eerstgeborene van de Vader, die Hem diende bij de schepping -- "Want door Hem zijn alle dingen gemaakt" (Johannes 1:3; Kolossenzen 1:16); en ook God bleef toen Hij mens werd (, pag. 3). Over hoe we de Godheid van Christus verder moeten verstaan ten opzichte van God de Vader, zegt Origenes dat Christus Gods Zoon is, genoemd het Woord, de Wijsheid, het Licht, het Beeld van God de Vader omdat Hij de Waarheid is; en voor ons omdat wij door Hem God de Vader kennen (, pag. 24).
Origenes leverde een belangrijke bijdrage aan de ontwikkeling van het 'oosters christelijk denken'. Ook ontwikkelde hij het principe van de allegorische interpretatie. Volgens hem moet de oppervlakkige, letterlijke betekenis van de Bijbel onderscheiden worden van de diepere, geestelijke betekenis. Deze uitleg van de Schrift leverde hem felle tegenstand op, o.a. van Melito van Sardes en Lactantius.
Over de Dag des oordeels leert Origenes dat eenieder gestraft zal worden die het kwade heeft gedaan, of de gelukzaligheid verkrijgen als hij het goede heeft gedaan (, p. 4). Echter, daarnaast leerde hij dat elk schepsel, zowel mensen als de duivel, uiteindelijk in het koninkrijk van God, Christus zal worden onderworpen (, pag. 51). Origenes hanteert daar een specifieke uitleg (zoals hij zegt) van wat het "onderworpen worden" van de vijandelijke krachten aan God, betekent, in de tekst van 1 Korintiërs 15:25: "Want Hij moet als Koning heersen, totdat Hij al de vijanden onder Zijn voeten zal gelegd hebben. De laatste vijand, die te niet gedaan wordt, is de dood. Want Hij heeft alle dingen aan Zijn voeten onderworpen." De basis voor het denken van Origenes is dus niet zozeer de barmhartigheid van God als wel diens absolute wil en macht.

## Werken
Origenes deed de eerste poging om een systematische theologie samen te stellen, die hij de titel "Grondbeginselen" meegaf. Ook stelde hij de zogenoemde Hexapla samen. Dit is een tekstuitgave van het Oude Testament in zes kolommen, waarin naast de Hebreeuwse tekst de belangrijkste Griekse vertalingen werden opgenomen. Ook schreef hij verschillende commentaren op enkele Bijbelboeken.

### Lijst van geschriften
- Commentaria in Evangelium Matteum
- Commentaria in Evangelium Joannis
- Contra Celsum
- De oratione
- De principiis (Peri Archon,[1])
- De sacrifice
- Homiliae in Canticum Cantorum
- Homiliae in Leviticus

### Vertaalde werken
- Aanmoediging tot het martelaarschap. Kerkvaderteksten met commentaar 1. Bonheiden: Abdij Bethlehem, 1980 (vertaling van 'Exhortatio ad martyrium')
- Het gebed. Kerkvaderteksten met commentaar 8. Bonheiden: Abdij Bethlehem, 1991 (vertaling van 'De oratione'). ISBN 9071837351
- De basis. Onderzoek naar de fundamenten van geloof en wereld, Budel: Damon, 2009 (vertaling van 'Peri Archon'). ISBN 9789055739684